# Alarmfase 3
Alarmfase 3 is een (dweil)orkest uit het Nederlandse dorp Bemmel en bestaat sinds 1998.
Het orkest is een van de organiserende orkesten van het grootste dweilfestival van Nederland, de Bemmelse Dweildag. Deze dweildag staat bekend als Nederlands Kampioenschap. Alarmfase 3 behaalde op dit festival in de jaren van 2005 tot en met 2009 een top 5 positie, won in 2010 en prolongeerde deze titel in 2011. Op het Open Nederlands Kampioenschap voor Dweilorkesten in Leidschendam heeft het orkest tweemaal een 1e prijs gewonnen.
Dweilorkest Alarmfase 3 treedt op gedurende het gehele jaar op festivals, speciale gelegenheden en tijdens carnaval.